# Parque Zhongshan de Pekín

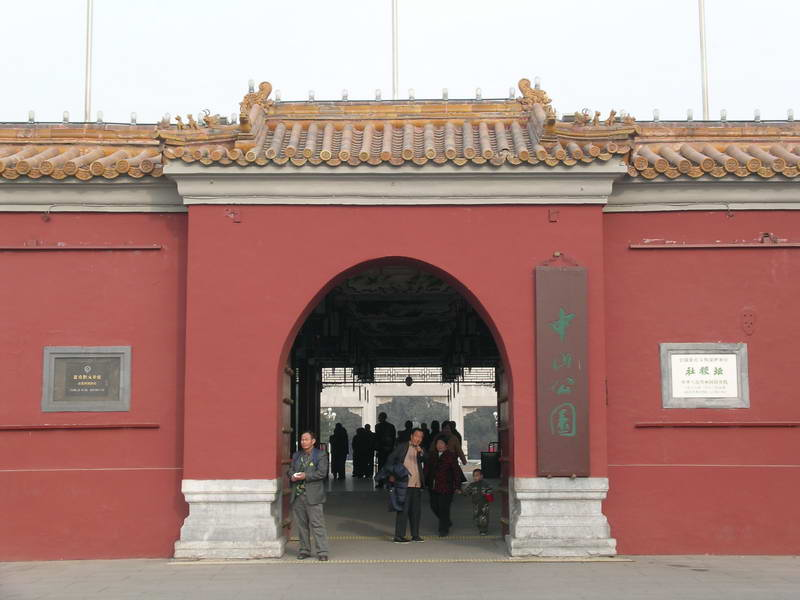
Entrada principal al parque.

El parque Zhongshan de Pekín se sitúa tras la Puerta de Tiananmen y como otros parques chinos llamados Zhongshan, está bautizado en honor a Sun Yat-sen, padre de la China moderna. Originalmente el parque era un altar dedicado a los dioses de la tierra y del grano.
Está el Parque Zhongshan entre la Plaza de Tiananmen y la Ciudad Prohibida abarcando unas 24 hectáreas. Donde el actual parque se encontraba, hace unos mil años durante las dinastías Liao y Jin (9l6-l234); el Xingguosi, el Templo Nacional del Renacimiento, entonces en la parte noreste de Yanjing (la actual Pekín). Deste apenas sobrevive un altar policromado dedicado a los dioses de la tierra y algún árbol.

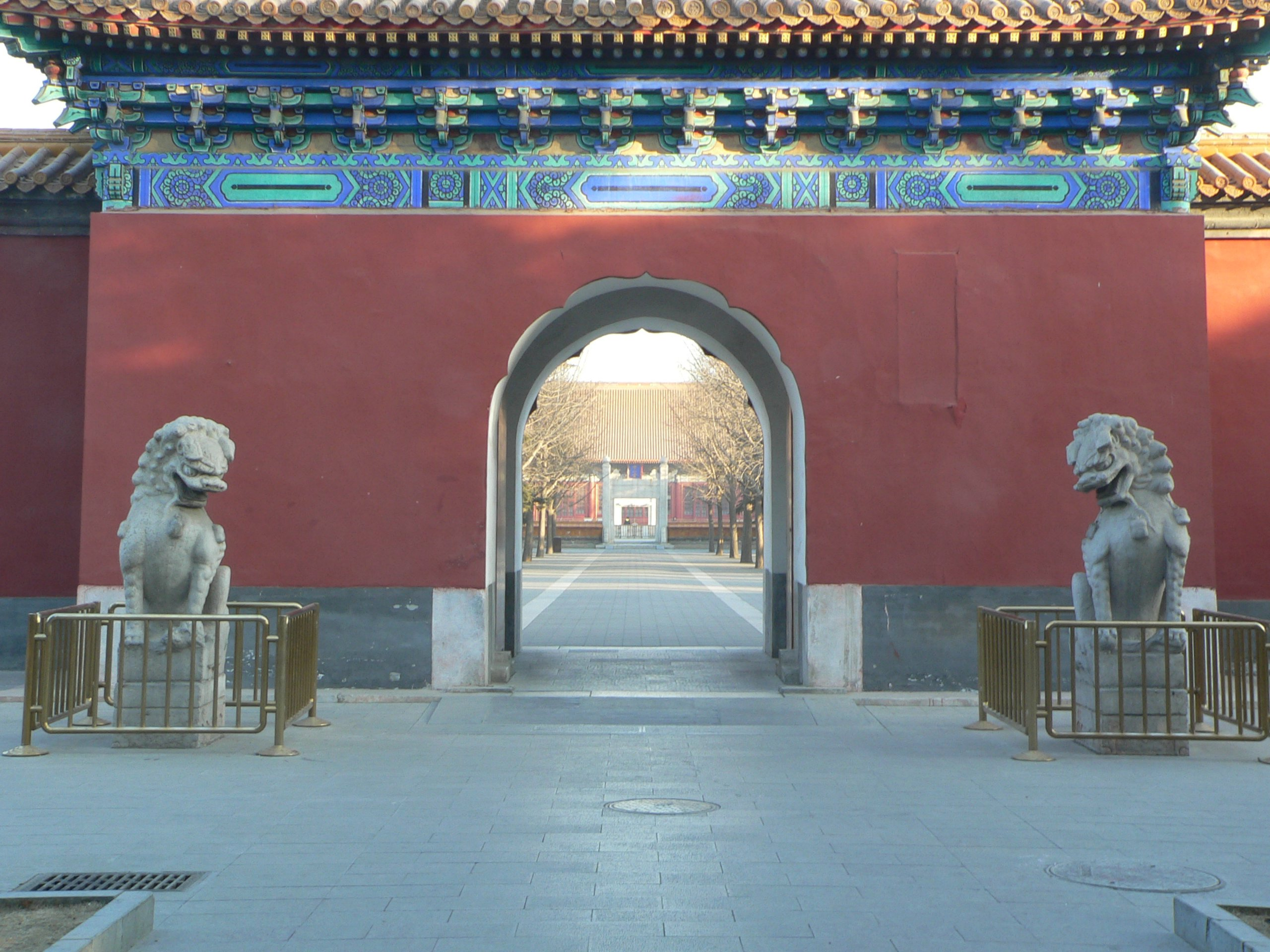
Puerta del pabellón meridional flanqueada por Leones de Fu.

Durante el reinado del Emperador Yongle (1403-1424) se erigieron el Templo Imperial Ancestral (Taimiao) y en 1421, el Altar de la Tierra y el Grano (Shejitan). 
En 1914 se convirtió en el parque principal y en l928 se le dio el nombre actual. Desde l949 se ha ido alterando con actividades de recreo y replantaciones. 
Así, en la actualidad el parque es una maravillosa amalgama de árboles centenarios; luces, flores y carpas de colores y multitud de antiguos pabellones.
- Wikimedia Commons alberga una galería multimedia sobre Parque Zhongshan de Pekín.